# 王斌 (1971年)
王斌（1971年2月—），男，汉族，山东肥城人，中华人民共和国政治人物，曾任国家海洋局海洋环境保护司副司长、北海分局副局长、办公室副主任（副司级）、海洋减灾中心主任、自然资源部海洋减灾中心主任、海洋战略规划与经济司司长、海南省人民政府党组成员、副省长。现任中共海南省委常委、宣传部部长。